# Alfred (villa)
Alfred es una villa ubicada en el condado de Allegany, estado de Nueva York, Estados Unidos. Según el censo de 2020, tiene una población de 4026 habitantes.

## Geografía
La localidad está ubicada en las coordenadas 42°15′16″N 77°47′23″O / 42.25444, -77.78972 (42.254333, -77.789646).

## Demografía
Según la Oficina del Censo, en 2000 los ingresos medios por hogar en la localidad eran de $21 313, y los ingresos medios por familia eran de $70 694. Los hombres tenían unos ingresos medios de $15 750 frente a los $39 375 para las mujeres. La renta per cápita para la localidad era de $8224. Alrededor del 37.7% de la población estaba por debajo del umbral de pobreza.
De acuerdo con la estimación 2015-2019 de la Oficina del Censo, los ingresos medios por hogar en la localidad son de $33 750 y los ingresos medios por familia son de $92 083. Alrededor del 33.2% de la población está por debajo del umbral de pobreza.